# Omphalucha ambusta
Omphalucha ambusta är en fjärilsart som beskrevs av W. Warren 1904. Omphalucha ambusta ingår i släktet Omphalucha och familjen mätare. Inga underarter finns listade i Catalogue of Life.